# Nazim (nom)
Nazim, també escrit Nadhem, Nadhim, o Nazem —en àrab ناظم, Nāẓim— és un prenom àrab masculí. La pronunciació de la lletra aràbiga ẓāʾ és molt semblant a una «d» forta, i la pronunciació del nom varia en funció de les diferents varietats de l'àrab i en pot variar també la transcripció.

## Persones amb aquest nom
- Nadhem Abdullah, iraquià assassinat durant l'ocupació de l'Iraq
- Nazim Pasha, Cap de l'exèrcit de l'Imperi Otomà durant la Primera Guerra dels Balcans
- Nâzım Hikmet Ran (1902 – 1963), poeta i escriptor turc
- Nazim al-Kudsi (1906 – 1998), president de Síria
- Nazem al-Jaafari (n. 1918), artista sirià
- Nazim Panipati (1920 - 1998), guionista de pel·lícules índies i paquistaneses
- Nazem Al-Ghazali (1921 - 1963), cantant iraquià
- Nazim al-Qubrusi (1922- 2014), líder de l'Orde Sufí Naqshbandi-Haqqani
- Nazim Hussain Siddiqui (n. 1940), membre de la Cort Suprema del Paquistan
- Nazem Ganjapour (n. 1943), futbolista iranià
- Nazım Ekren (n. 1956), polític turc
- Nazim Aliyev (n. 1963), futbolista azerbaidjanès
- Nazim Suleymanov (n. 1965), futbolista azerbaidjanès
- Nadhim Shaker, futbolista iraquià
- Nazim Huseynov (n. 1969), judoka azerbaidjanès
- Nazem Kadri (n. 1990), jugador d'hoquei gel canadenc
- Nazim Burke, polític de l'illa de Grenada
- Nadhim Zahawi, polític britànic
- Nazeem Hussain, actor australià
- Nazım Bakırcı, (n. 1986), ciclista turc

## Com a cognom
- Farzad Nazem, empresari iranià